# Burt Bacharach
Burt Bacharach [bekerek] (12. května 1928 Kansas City, Missouri, USA – 8. února 2023) byl americký hudební skladatel populární a filmové hudby. Celkem 48 jeho skladeb proniklo do první desítky americké hitparády. Získal Oscara za hudbu k filmu Butch Cassidy a Sundance Kid (1969, režie George Roy Hill).

## Životopis
Narodil se v Missouri v rodině židovských přistěhovalců z Německa, ale od dětství žil v New Yorku. Hrál na klavír a violoncello, jeho učiteli kompozice byli Darius Milhaud a Bohuslav Martinů. Velký vliv měl na něj také Charlie Parker. To se projevuje v jeho písních, které psal od roku 1957 s textařem Halem Davidem. Chytlavé melodie se prolínají s vlivy moderní vážné hudby a jazzu, zejména bebopu – nečekané synkopy, změny metra, kakofonické pasáže a využívání rozličných, i netradičních nástrojů, např. skleněných střepů.

## Výběr hitů
- I Say a Little Prayer (nazpívaly Aretha Franklin, Dionne Warwick a další; česky I. Csáková jako Proč mě nikdo nemá rád)
- What's New, Pussycat? (Tom Jones)
- (They Long To Be) Close to You (The Carpenters)
- Raindrops Keep Falling on my Head (zpívá B. J. Thomas, píseň z filmu Butch Cassidy a Sundance Kid)
- Walk on by; Do You Know the Way to San Jose; Alfie (Dionne Warwick)
- I Wake Up Crying; Any Day Now (Chuck Jackson)
- Make It Easy on Yourself (zpívá Jerry Butler)
- Always Something There To Remind Me (Sandie Shaw, Naked Eyes)
- What a World Needs Now (Jackie DeShannon)
- You'll Never Get to Heaven (The Stylistics)

## Zajímavosti
- Byl čtyřikrát ženatý.
- Jeho největším koníčkem bylo vlastnictví dostihové stáje.
- Jako svého inspirátora ho uvedly skupiny The Beach Boys nebo Oasis.